# Скейн-співвідношення
Центральне питання теорії вузлів — чи відображають дві діаграми один і той самий вузол. Один з інструментів, що використовуються для відповіді на це питання — многочлен вузла, який є інваріантом вузла. Якщо двом діаграмам відповідають різні многочлени, то вони подають різні вузли. Обернене не завжди істинне.
Скейн-співвідношення (або співвідношення типу Конвея) часто використовують, щоб простим способом визначити многочлен вузла. Неформально кажучи, скейн-співвідношення задає лінійний зв'язок значень многочлена вузла на трьох зачепленнях, які відрізняються одне від одного лише в малій ділянці. Для деяких многочленів, таких як многочлени Конвея, Александера і Джонса, відповідного скейн-співвідношення достатньо, щоб обчислити многочлен рекурсивно. Для інших, таких як многочлен HOMFLY, потрібні складніші алгоритми.

## Визначення
У скейн-співвідношенні беруть участь три діаграми зачеплення, ідентичні всюди, крім одного перехрестя. Ці три діаграми мають виражати три можливості, які могли б мати місце на цьому перехресті: нитка може пройти під іншою ниткою, над нею або НЕ перетнутися з нею зовсім. Необхідно розглядати діаграми зачеплень, оскільки зміна навіть одного перехрестя може перетворити діаграму вузла на діаграму зачеплення і навпаки. Залежно від конкретного многочлена вузла, зачеплення, що з'являються в скейн-співвідношенні можуть бути орієнтованими або неорієнтованими.
Три діаграми позначаються так. Розгорніть вузол так, щоб напрямки обох ниток у розглянутому перетині вказували приблизно на північ. В однієї діаграми нитка північно-західного напрямку проходить над північно-східною ниткою, її позначимо {\displaystyle L_{-}}. В іншої діаграми північно-східна нитка проходить над північно-західною, це {\displaystyle L_{+}}. Остання діаграма не має цього перетину і позначається {\displaystyle L_{0}}.
(Насправді, позначення не залежить від напрямку в тому сенсі, що після заміни всіх напрямків на протилежні, позначення залишається колишнім. Тому многочлени визначаються однозначно і на неорієнтованих вузлах. Однак орієнтація на зачепленні принципово важлива, щоб пам'ятати, в якому порядку виконувалася рекурсія.)
Корисно уявляти це як складання з однієї діаграми двох інших накладенням «латок» з відповідними орієнтаціями.
Щоб рекурсивно визначити многочлен вузла (зачеплення), фіксується функція {\displaystyle F} і для будь-якої трійки діаграм і їхніх многочленів, позначених, як було зазначено вище,
{\displaystyle F{\Big (}L_{-},L_{0},L_{+}{\Big )}=0}
або акуратніше
{\displaystyle F{\Big (}L_{-}(x),L_{0}(x),L_{+}(x),x{\Big )}=0} для кожного {\displaystyle x}.
(Знаходження функції {\displaystyle F}, яка робить многочлен незалежним від черговості перетинів у рекурсії — непроста задача.)
Формальніше, скейн-співвідношення можна розглядати, як визначення ядра фактор-відображення з планарної алгебри сплетінь. Таке відображення відповідає многочлену вузла, якщо всі замкнуті діаграми відображати в складні види порожніх діаграм.

## Приклад
На початку 1960-х років Конвей показав, як обчислити многочлен Александера за допомогою скейн-співвідношень. Оскільки вони рекурсивні, це не настільки очевидно, як оригінальний матричний метод Александера; з іншого боку, частини роботи, виконаної для одного вузла, стосуватимуться інших. Зокрема, мережа діаграм є однаковою для всіх многочленів, пов'язаних зі скейн-співвідношеннями.
Нехай функція {\displaystyle P} з діаграм зачеплення в ряди Лорана на {\displaystyle {\sqrt {x}}} буде така, що {\displaystyle P({\rm {unknot}})=1} і трійка діаграм скейн-співвідношень {\displaystyle (L_{-},L_{0},L_{+})} задовольняє рівняння
{\displaystyle P(L_{-})=(x^{-1/2}-x^{1/2})P(L_{0})+P(L_{+})}
Тоді P відображає вузол на один із його многочленів Александера.
У цьому прикладі ми обчислюємо многочлен Александера п'ятилисника (), альтернованого вузла, на мінімальній діаграмі якого є п'ять перетинів. На кожному етапі ми показуємо рівність, яка включає складніше зачеплення і дві простіші діаграми. Зауважте, що складніше зачеплення на кожному кроці нижче, крім останнього, розташоване праворуч. Для зручності нехай A = x−1/2 −x1/2.
Для початку створюємо дві діаграми, змінивши один із перетинів п'ятилисника (виділено жовтим) так
P () = A × P () + P ()
Друга діаграма насправді є трилисником; перша діаграма — це два безвузли з чотирма перетинами. Змінивши останню,
P () = A × P () + P ()
знову маємо трилисник і два безвузли з двома перетинами (зачеплення Гопфа). Змінення трилисника
P () = A × P () + P ()
дає незавузлений вузол і знову зачеплення Гопфа. Змінення зачеплення Гопфа
P () = A × P () + P ()
дає зачеплення з 0 перетинів (тривіальне) та незавузлений вузол. Тривіальне зачеплення вимагає певних хитрощів:
P () = A × P () + P ()

### Обчислення
Тепер ми маємо достатньо рівностей, щоб обчислити многочлени всіх зачеплень, з якими ми стикалися, і можемо використати ці рівності у зворотному порядку, щоб отримати вузол п'ятилисник. Розрахунок описано в таблиці, де ? позначає невідому величину, яку ми виводимо з кожної рівності:
| Назва вузла               | Діаграми | P (діаграма)          | P (діаграма) | P (діаграма)                    |
| Назва вузла               | Діаграми | скейн-співвідношення  | ?            | P повністю                      |
| ------------------------- | -------- | --------------------- | ------------ | ------------------------------- |
| Тривіальний вузол         |          | визначено як 1        |              | x→1                             |
| Тривіальне зачеплення     |          | 1=А? +1               | 0            | x→0                             |
| Зачеплення Гопфа          |          | 0=A1+?                | -А           | x→x 1/2 -x −1/2                 |
| Трилисник                 |          | 1=A(-A)+?             | 1+А 2        | x→x −1 -1+x                     |
| Зачеплення з 4 перетинами |          | -A=A(1+A 2)+?         | -A(2+A 2)    | x→-x −3/2 +x −1/2 -x 1/2 +x 3/2 |
| П'ятилисник               |          | 1+A 2 =A(-A(2+A 2))+? | 1+3А 2 +А 4  | x→x −2 -x −1 +1-x+x 2           |

Отже, многочлен Александера для п'ятилисника дорівнює P(x) = x −2 -x −1 +1 -x +x 2.